# Randy Barnes
Eric Randolph ("Randy") Barnes (* 16. června 1966, Charleston, Západní Virginie, USA) je bývalý americký atlet a bývalý světový rekordman ve vrhu koulí pod otevřeným nebem a také v hale.
Jedná se o olympijského vítěze z Letních olympijských her 1996 v Atlantě a stříbrného olympijského medailistu z olympiády 1988 v Soulu. Získal také stříbrnou medaili na MS 1993 ve Stuttgartu a bronz na světovém šampionátu v Göteborgu v roce 1995.
Barnes byl však během své závodní kariéry také diskvalifikován pro doping. Poprvé si odpykával trest v letech 1990 - 1992 (testosteron). V červenci roku 1998 byl pro opakované použití zakázaných látek (androstendiol) diskvalifikován doživotně. Dnes příležitostně závodí v golfových exhibicích (nejdelší odpal).

## Osobní rekordy
20. ledna 1989 o rovných 40 centimetrů vylepšil halový světový rekord Švýcara Wernera Günthöra z 8. února roku 1987 na 22,66 metru. Ten byl překonán až v lednu roku 2021 jeho krajanem Ryanem Crouserem, a to výkonem 22,82 metru.
20. května 1990 jako druhý muž v historii přehodil hranici 23 metrů a výkonem 23,12 m vytvořil světový rekord, když původní hodnotu Němce Ulfa Timmermanna vylepšil o šest centimetrů. Tento rekord překonal opět až Ryan Crouser, který v červnu roku 2021 vrhl do vzdálenosti 23,37 metru.
- hala – 22,66 m – 20. ledna 1989, Los Angeles (bývalý SR)
- venku – 23,12 m – 20. května 1990, Los Angeles (bývalý SR)